# Vila Real de Santo António
Vila Real de Santo António és un municipi portuguès, situat al districte de Faro, a la regió d'Algarve i a la subregió de l'Algarve. L'any 2004 tenia 18.158 habitants. És un dels pocs municipis de Portugal territorialment discontinus, ja que es divideix en una part occidental, la freguesia de Vila Nova de Cacela, i una part oriental, on hi ha la ciutat i Monte Gordo. La part oriental limita al nord i oest amb el municipi de Castro Marim, a l'est amb el riu Guadiana, que marca la frontera amb Ayamonte, i al sud amb l'oceà Atlàntic; la part occidental limita al nord i a l'est amb Castro Marim, a l'oest amb Tavira i al sud amb l'oceà Atlàntic

## Població
| Població del municipi de Vila Real de Santo António (1801 – 2004) | Població del municipi de Vila Real de Santo António (1801 – 2004) | Població del municipi de Vila Real de Santo António (1801 – 2004) | Població del municipi de Vila Real de Santo António (1801 – 2004) | Població del municipi de Vila Real de Santo António (1801 – 2004) | Població del municipi de Vila Real de Santo António (1801 – 2004) | Població del municipi de Vila Real de Santo António (1801 – 2004) | Població del municipi de Vila Real de Santo António (1801 – 2004) | Població del municipi de Vila Real de Santo António (1801 – 2004) |
| ----------------------------------------------------------------- | ----------------------------------------------------------------- | ----------------------------------------------------------------- | ----------------------------------------------------------------- | ----------------------------------------------------------------- | ----------------------------------------------------------------- | ----------------------------------------------------------------- | ----------------------------------------------------------------- | ----------------------------------------------------------------- |
| 1801                                                              | 1849                                                              | 1900                                                              | 1930                                                              | 1960                                                              | 1981                                                              | 1991                                                              | 2001                                                              | 2004                                                              |
| 2.112                                                             | 3.953                                                             | 9.817                                                             | 12.313                                                            | 14.999                                                            | 16.347                                                            | 14.400                                                            | 17.956                                                            | 18.158                                                            |

## Freguesies

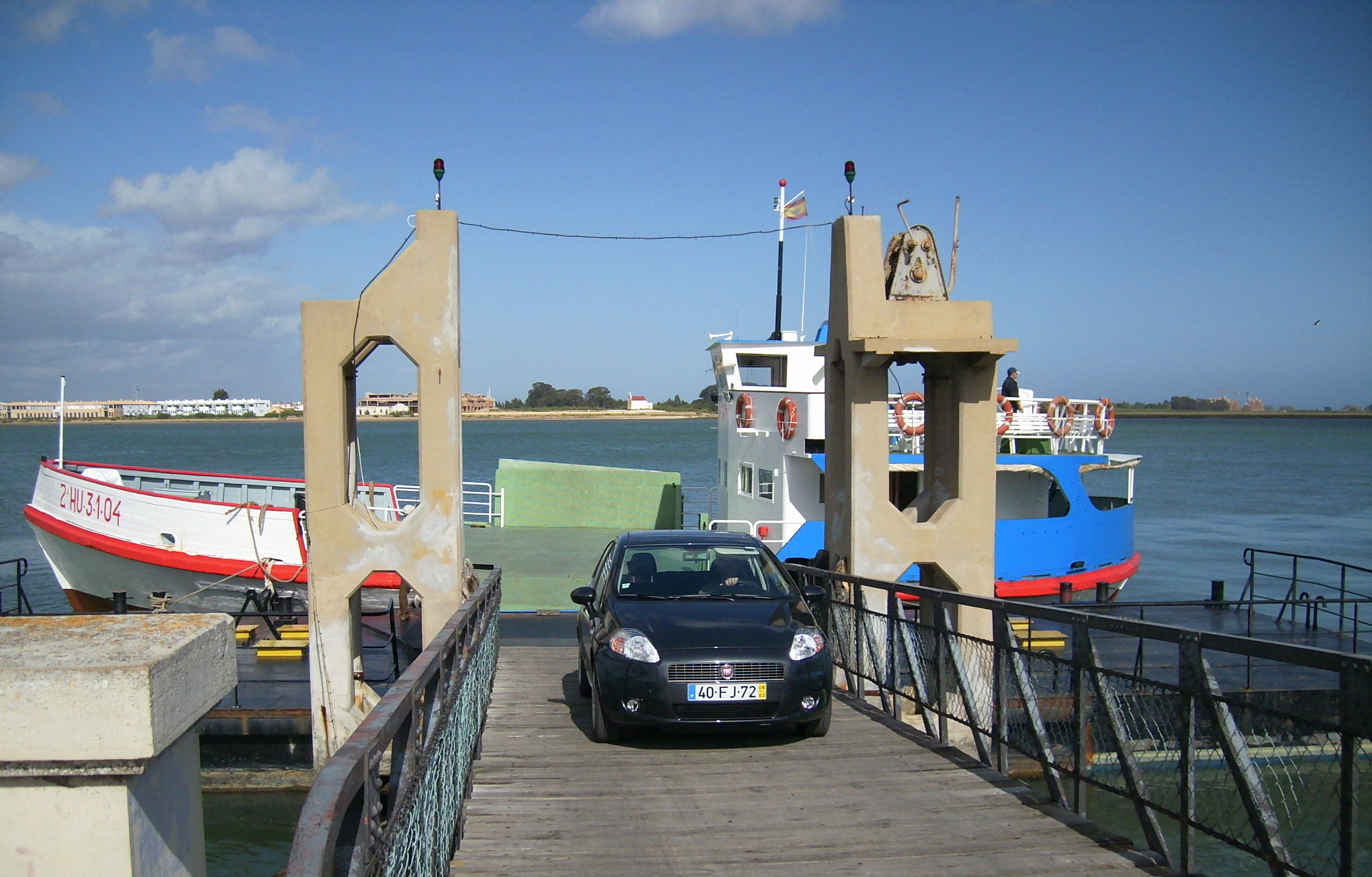
Transbordador cap a Ayamonte

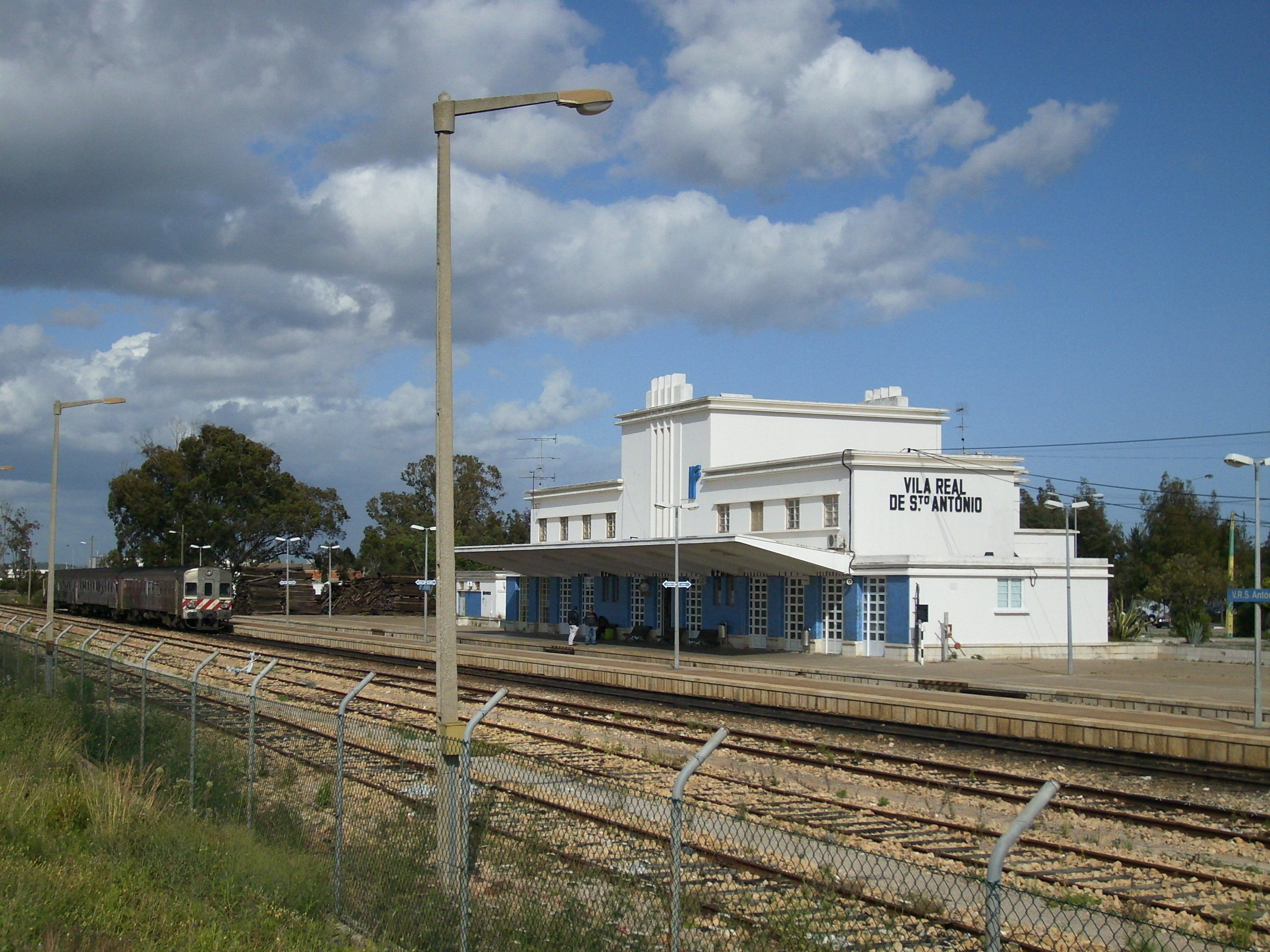
Estació de ferrocarril

- Monte Gordo
- Vila Nova de Cacela
- Vila Real de Santo António